# Грасси, Никола
Никола Грасси, также Джанникола Грасси (итал. Nicola Grassi, Giannicola Grassi; 7 апреля 1682, Цульо, Фриули-Венеция — 6 октября 1748, Венеция) — итальянский живописец венецианской школы.

## Биография
Никола Грасси родился в Формеасо-ди-Цульо (Formeaso di Zuglio) в Карнии, он был третьим сыном в семье портного Джакомо и Освальды Джованни Паулини. Вскоре семья переехала в Венецию, где между 1694 и 1698 годами родились ещё четверо детей, его младшие братья и сёстры.
Долгое время Грасси считался учеником фриульского живописца Антонио Карнео, но скорее всего, он учился у портретиста Николо Кассана (генуэзца по происхождению, но родившегося в Венеции). Он расписывал церкви в Венеции и Фриули. После трёх лет, проведенных в Турине (1726—1729), художник вернулся в Венецию, до 1747 года входил в состав гильдии (fraglia) венецианских живописцев.

## Творчество
Джанникола Грасси работал в специфичном для венецианской живописи XVIII века барочно-рокайльном стиле под влиянием искусства Дж. Б. Пьяццетты и Дж. Пеллегрини.
В поздний период творчества Грасси, отмеченный высветлением палитры, яркими красками и лиризмом образов, исследователи подчёркивают влияние Дж. Б. Питтони и стиля рококо. В этот период, безусловно, самый выразительный, он создал картины для приходской церкви Сеццы и великолепное «Поклонение волхвов» (Музей в Удине), другие работы на вилле дель Конте (Villa del Conte) в Падуе.
Николо Грасси успешно работал в жанре портрета. Его произведения находятся в разных музеях северной Италии, в том числе в музее города Удине.

## Галерея

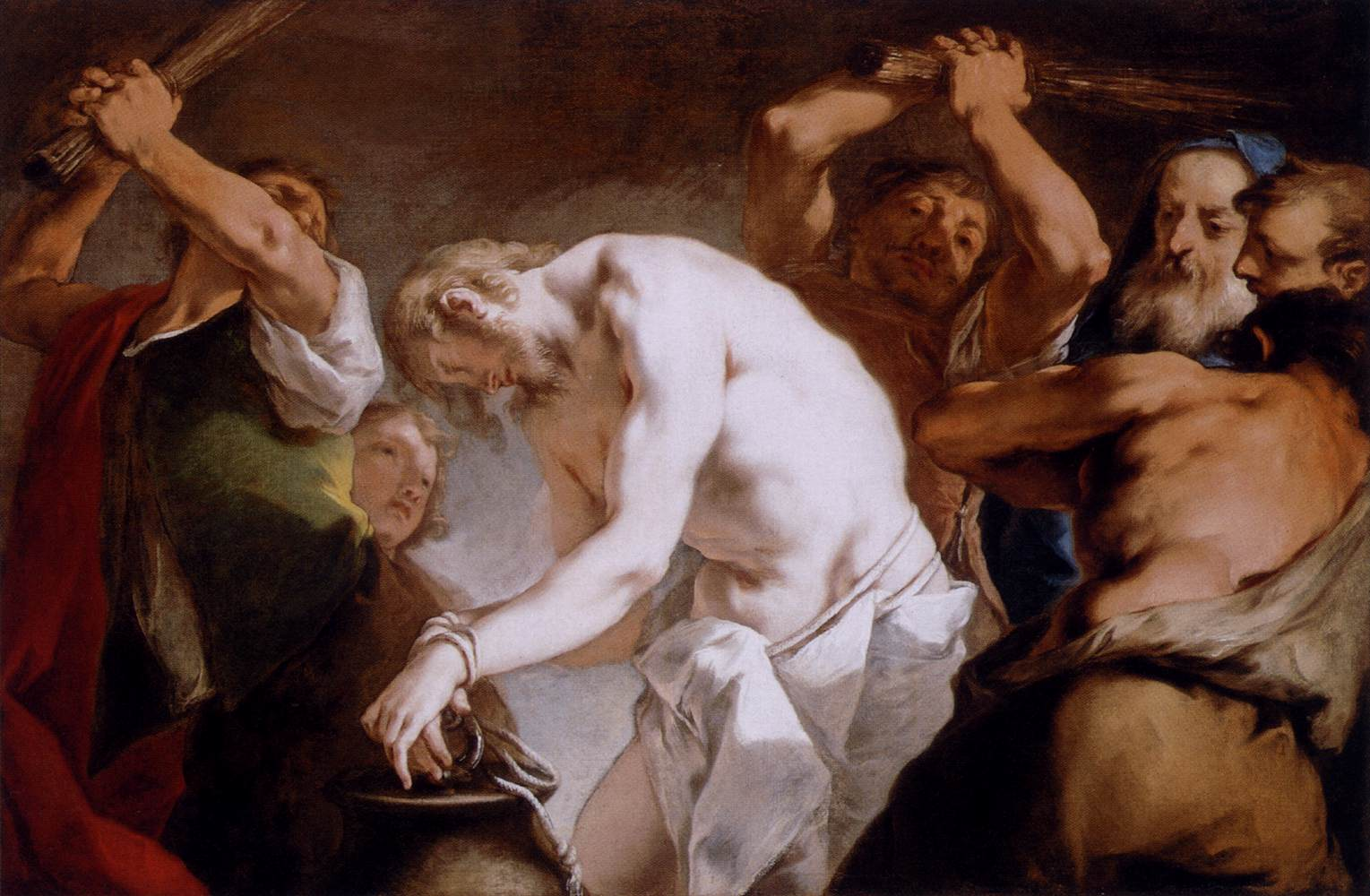
Бичевание Христа. 1720. Холст, масло. Музей изобразительных искусств, Будапешт
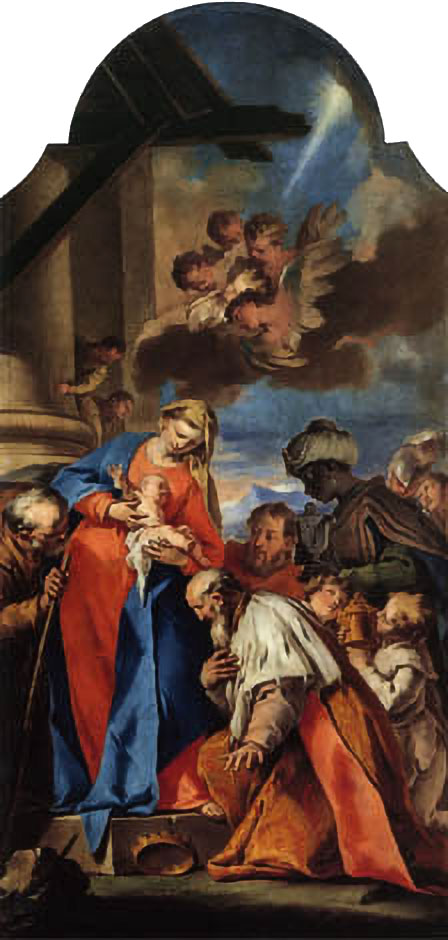
Поклонение волхвов. 1740. Холст, масло. Муниципальный музей, Удине
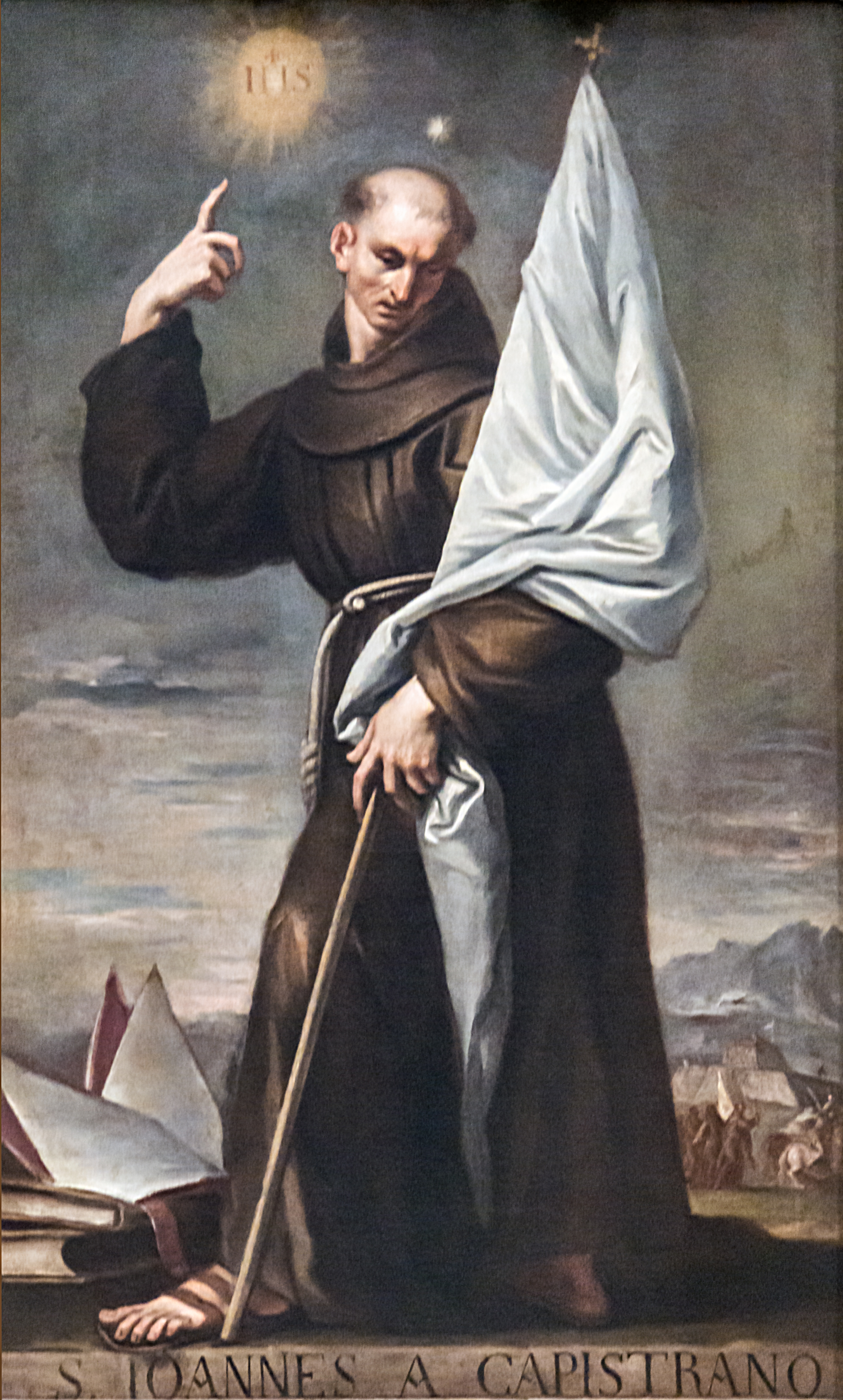
Святой Иоанн Капистрано. Сакристия церкви Сан-Франческо-делла-Винья, Венеция
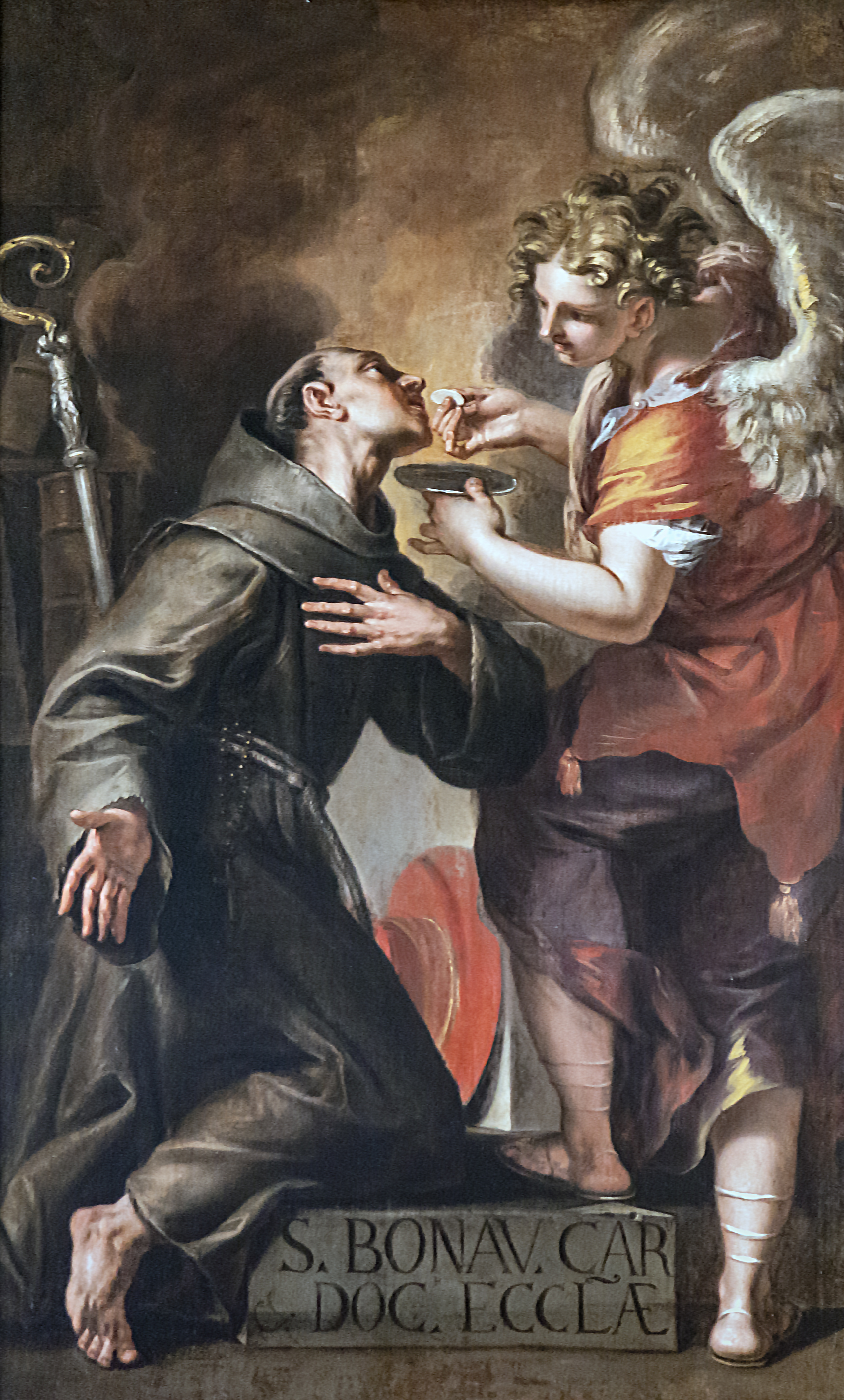
Причащение святого Бонавентуры. Сакристия церкви Сан-Франческо-делла-Винья, Венеция
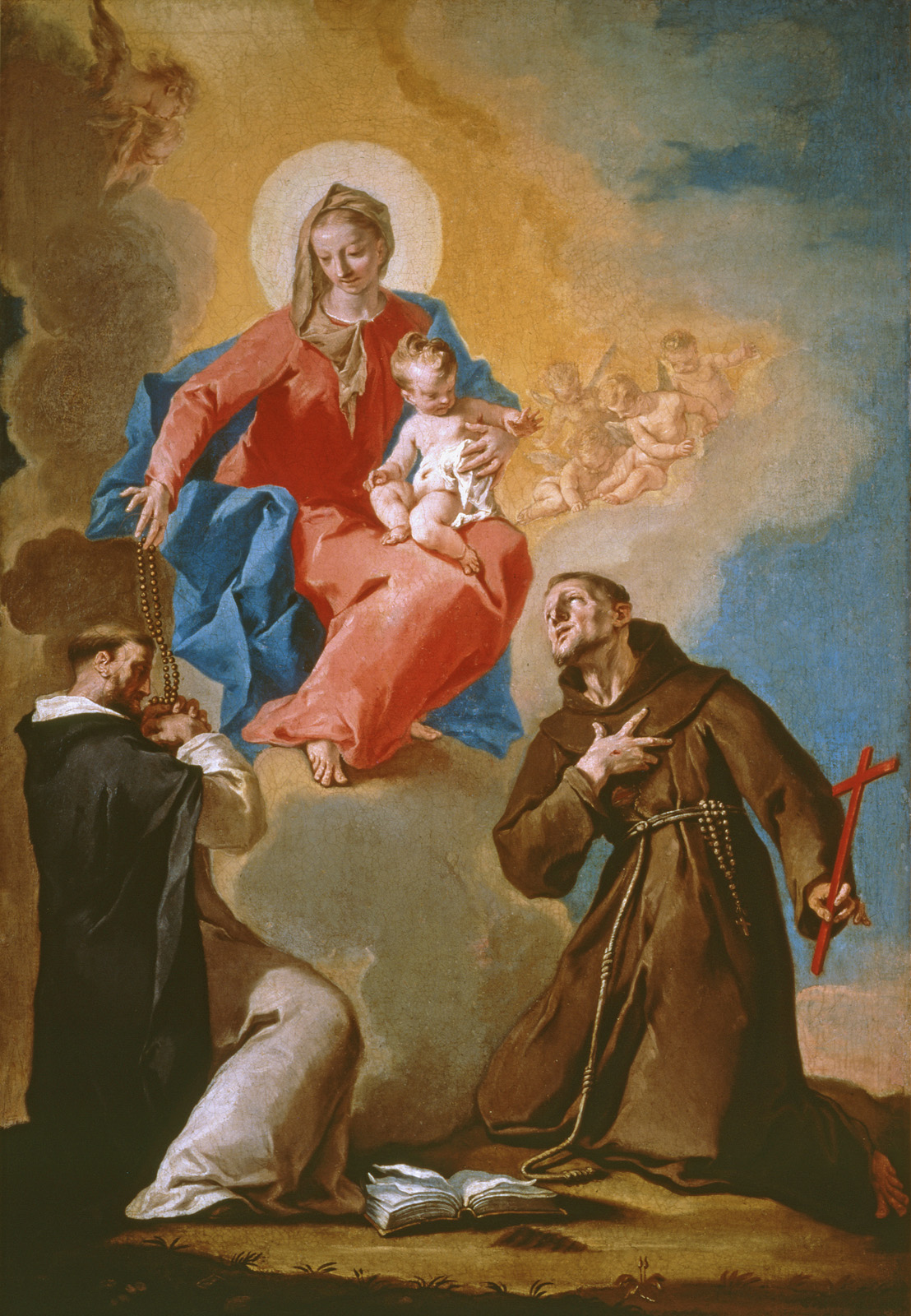
Розарий Божией Матери со святыми Домиником и Франциском Ассизским. Холст, масло. Музей Есенице, Словения
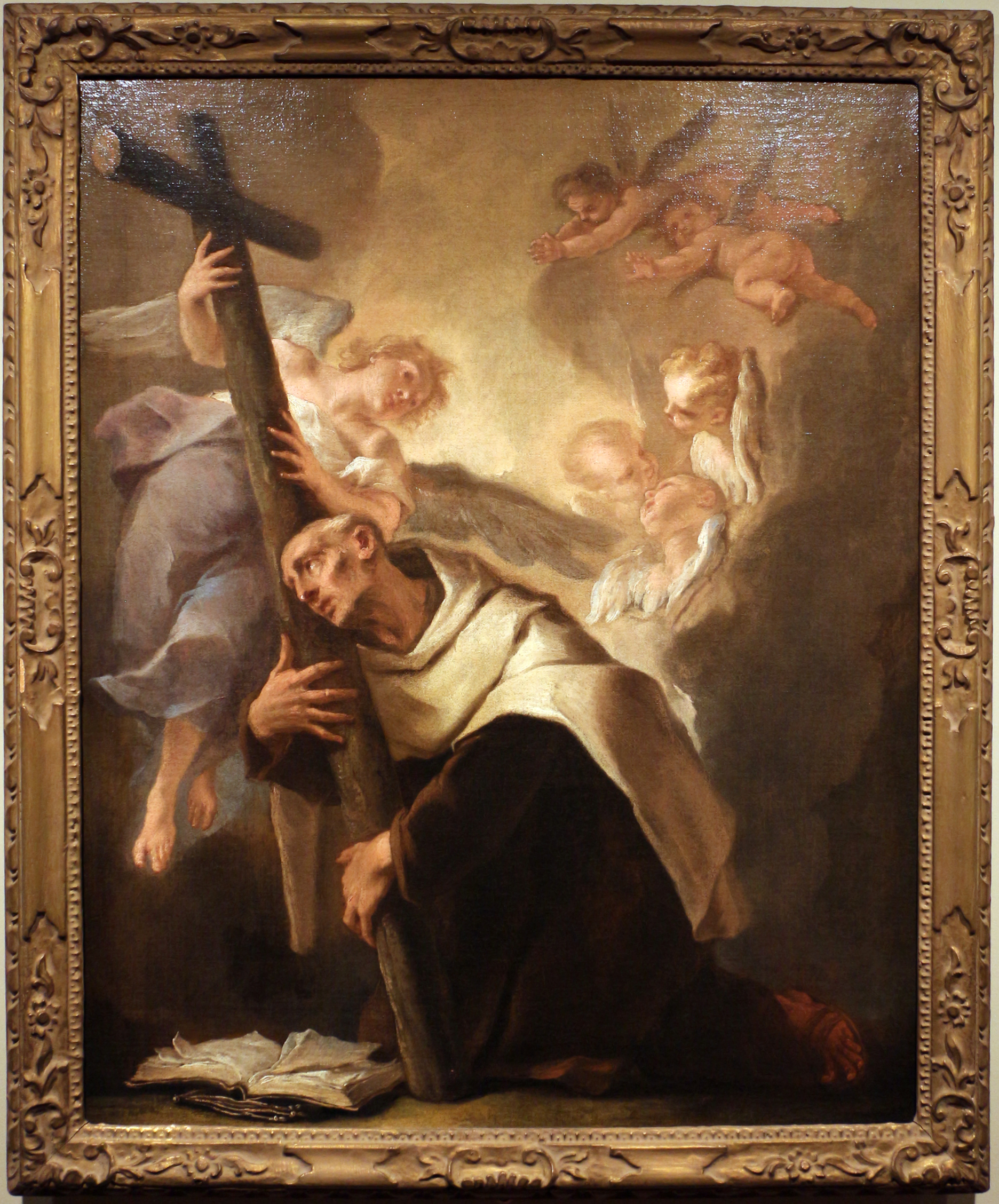
Доминиканский святой с ангелом и крестом. Холст, масло. Музей венецианского сеттеченто, Ка-Реццонико, Венеция